# Point S
Ne doit pas être confondu avec Point.P.
Point S est un réseau de professionnels adhérents dans le secteur de la vente de pneumatiques et de l'entretien de l'automobile.

## Historique
En 1971, cinquante négociants spécialisés dans le pneumatique créent le GIE Publipneu. Cette structure donne naissance un an plus tard (1972) à Point S en France. Dès 1988, le groupe démarre son développement international en ouvrant des franchises en Allemagne et en Italie.
En 2003, le groupe change d'identité visuelle et de slogan.
En 2004, Point S lance sa propre gamme de pneumatiques :  Point S SummerStar (pneu tourisme été) et Point S WinterStar (pneu tourisme hiver). En 2007, Point S se diversifie dans l'entretien rapide.
En 2010, l'enseigne opte pour une nouvelle communication et collabore avec l'humoriste Patrick Bosso, qui deviendra deux ans plus tard l’égérie de la marque à la télévision et la radio,.
En novembre 2014, Point S lance un service de "gardiennage de pneus", offrant à ses clients le stockage des pneus hiver en été et vice versa.
En juin 2015, l'enseigne canadienne Unipneu et l'enseigne américaine Tire Factory décident d'exploiter la marque Point S dans l'ensemble de leurs 600 points de vente. En octobre 2015, Point S s'associe à Mobivia Groupe (Norauto, Midas, ...) pour créer une centrale d'achat en commun.
En janvier 2016, Point S lance un nouveau concept d'enseigne, Point S City, un format conçu pour les petites et moyennes villes, ainsi que pour les centres-villes des grandes agglomérations.
En avril 2016, l'enseigne s'implante au Maroc grâce à un partenariat avec le marocain Imperial Pneu.

Ancien logo.

En mai 2016, Point S s'associe à la startup de location de voitures entre particuliers OuiCar pour proposer des contrôles techniques gratuits et des réparations à prix réduit (remise de 20%). Point S gagne de nouveaux clients, et OuiCar entretient une relation de confiance via-à-vis des locateurs de voitures en garantissant un entretien régulier.
En 2016, Point S et Siligom créent la structure commune Viasso afin de mailler le territoire et de consolider les achats en France avec 580 points de vente. Chaque réseau conserve son identité et sa politique commerciale, néanmoins des synergies sont mises en place.

## Activité

### Services
Les centres Point S proposent des pneumatiques pour tous les véhicules automobiles de moins de 3,5 tonnes, les poids-lourds (160 centres) et les véhicules agricoles (150 centres). L'entretien courant des véhicules légers y est aussi assuré.

### Réseau international
Le réseau Point S compte plus de 670 centres indépendants répartis sur toute la France. Ce sont plus de 400 chefs d'entreprises qui le composent. Au fil des années, le réseau s'est développé au niveau international et compte aujourd'hui plus de 6673 centres dans 51 pays à travers le monde :
- Afrique du Sud (2012)
- Allemagne (1988)
- Autriche (1999)
- Belgique (1999)
- Bulgarie (2009)
- Canada (2012)
- Danemark (2001)
- Espagne (2001)
- Estonie (2012)
- États-Unis (2011)
- Finlande (2009)
- France (1971)
- Hongrie (2002)
- Italie (1988)
- Luxembourg (1999)
- Maroc (2016)
- Monténégro (2007)
- Pologne (2001)
- Portugal (2008)
- Roumanie (2007)
- Slovaquie (2015)
- Slovénie (2012)
- Suède (2012)
- Suisse (2007)

### Organisation

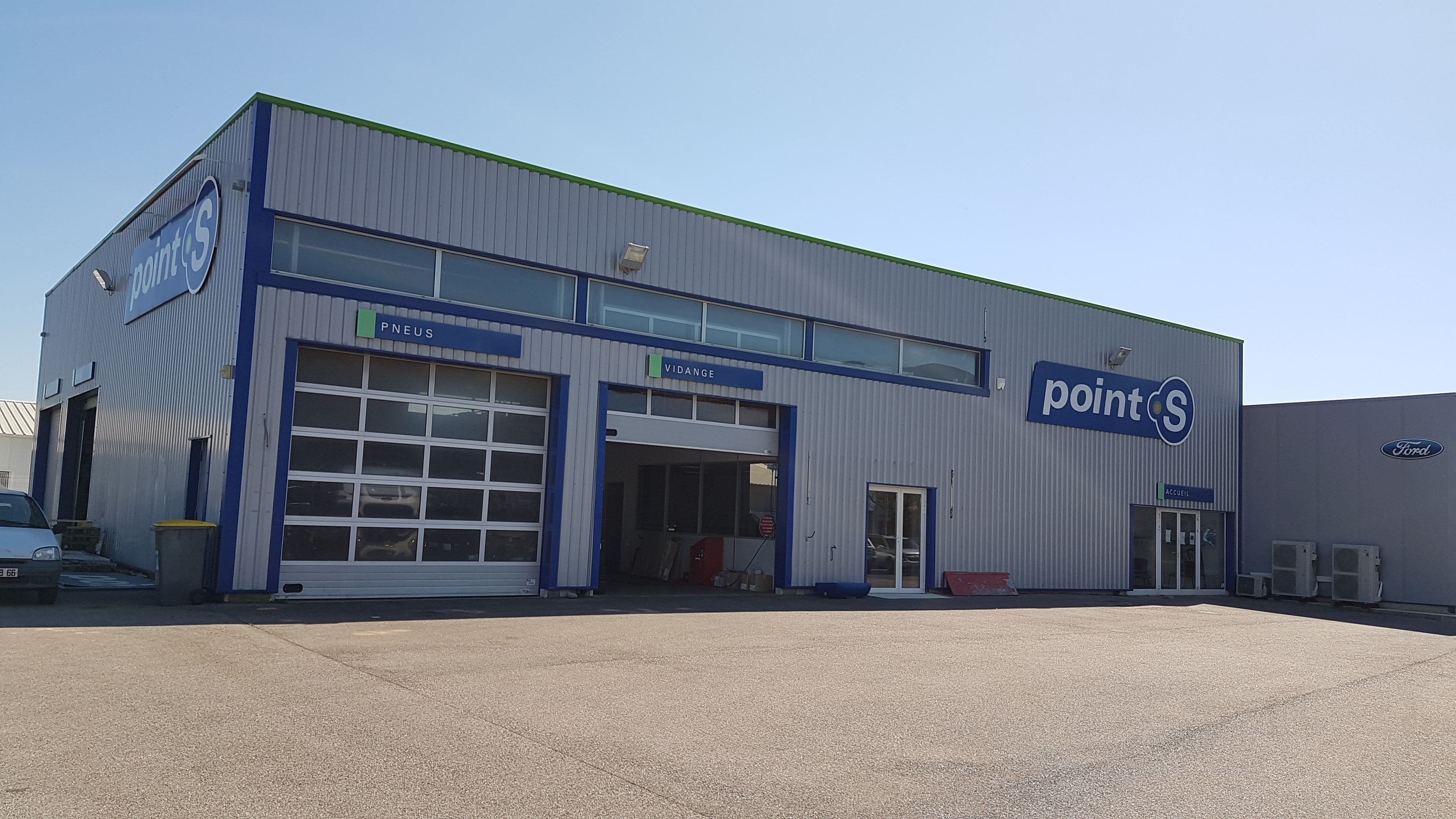
Un Point S à Céret, en France.

Depuis 1971, le modèle économique de l'enseigne est focalisé sur l'indépendance des adhérents Point S. Intégrer l'enseigne signifie par contrat être actionnaire Point S et par définition "propriétaire" de l'enseigne.
En France, la holding Point S, comme Point S France (siège social France) dispose d'un conseil d'administration composé exclusivement d'adhérents Point S, ce qui les place au cœur des décisions. Ce raisonnement s'exporte et s'applique également pour l'Europe. Le concept exportable et duplicable de la marque ne déroge cependant pas à ses principes. L'indépendance du réseau est préservée par ses adhérents en France et à l'étranger.
Point S France a délégué la gestion de sa marque à l'international à Point S Development qui accorde des licences d'utilisation ou des masters franchises aux pays membres du réseau à l'international. L'actionnariat de Point S Development est composé à 50 % par Point S France et 50 % par l'Allemagne.